# Hillsdale (Nova Jersey)
Hillsdale és una població dels Estats Units a l'estat de Nova Jersey. Segons el cens del 2008 tenia 9.848 habitants.

## Demografia
Segons el cens del 2000, Hillsdale tenia 10.087 habitants, 3.502 habitatges, i 2.850 famílies. La densitat de població era de 1.306,9 habitants/km².
Dels 3.502 habitatges en un 38,1% hi vivien nens de menys de 18 anys, en un 70,8% hi vivien parelles casades, en un 7,7% dones solteres, i en un 18,6% no eren unitats familiars. En el 15,7% dels habitatges hi vivien persones soles el 8,8% de les quals corresponia a persones de 65 anys o més que vivien soles. El nombre mitjà de persones vivint en cada habitatge era de 2,87 i el nombre mitjà de persones que vivien en cada família era de 3,2.
Per edats la població es repartia de la següent manera: un 26% tenia menys de 18 anys, un 5,1% entre 18 i 24, un 29% entre 25 i 44, un 25,1% de 45 a 60 i un 14,8% 65 anys o més.
L'edat mediana era de 40 anys. Per cada 100 dones de 18 o més anys hi havia 90,8 homes.
La renda mediana per habitatge era de 82.904 $ i la renda mediana per família de 90.861 $. Els homes tenien una renda mediana de 65.052 $ mentre que les dones 43.558 $. La renda per capita de la població era de 34.651 $. Aproximadament el 2,5% de les famílies i el 3,3% de la població estaven per davall del llindar de pobresa.

## Poblacions més properes
El següent diagrama mostra les poblacions més properes.